# Chatka Kobyle Błota
Studencka Baza Turystyczno-Dydaktyczna Politechniki Łódzkiej Kobyle Błota – obiekt noclegowy (chatka studencka), położony na terenie osady leśnej Kobyle Błota (powiat płocki), na terenie Kotliny Płockiej (Lasy Gostynińsko-Włocławskie). Chatka pozostaje pod opieką Politechniki Łódzkiej, natomiast jej właścicielem jest Nadleśnictwo Gostynin.
Baza powstała w oparciu o dwa przedwojenne obiekty leśne: leśniczówkę Studzianka oraz gajówkę Kobyle Błota, oddalone od siebie o około 4 km. Budynki te były wykorzystywane przez pracowników leśnych do lat 70. XX wieku, kiedy to zostały opuszczone i ulegały dewastacji.
W 1976 roku budynkami zainteresowali się studenci Wydziału Budownictwa Politechniki Łódzkiej. Pod opieką dr. inż. Zygmunta Szumskiego (wówczas adiunkta na Wydziale Budownictwa, prowadzącego zajęcia z miernictwa geodezyjnego) i we współpracy z ówczesnym gostynińskim nadleśniczym, Stanisławem Wojnowskim, rozpoczęto remont obiektów z przeznaczeniem na bazę noclegową dla ćwiczeń terenowych, przewidzianych w programie studiów. Formalnie obiekty od nadleśnictwa dzierżawił BPiT Almatur. Postęp prac w Kobylich Błotach umożliwił przeprowadzenie latem 1977 roku pierwszych ćwiczeń polowych z miernictwa, w 1978 do regularnego użytku weszła Studzianka. Obiekt działał najpierw jako Studencka Baza Turystyczna Almatur, a następnie Baza Turystyczno-Dydaktyczna Politechniki, prowadzona przy Wydziale Budownictwa, Architektury i Inżynierii Środowiska. W 1992 roku Z.Szumski przekazał opiekę nad Bazą dr. inż. Pawłowi Stolarkowi z Wydziału Inżynierii Procesowej i Ochrony Środowiska Politechniki.
Baza działała do lat 90., kiedy to zakończono na tym terenie praktyki terenowe. Jej ponowne uruchomienie nastąpiło w 2008 roku, w związku z reaktywacją Koła Naukowego WIPiOŚ.